# 시마바라반도

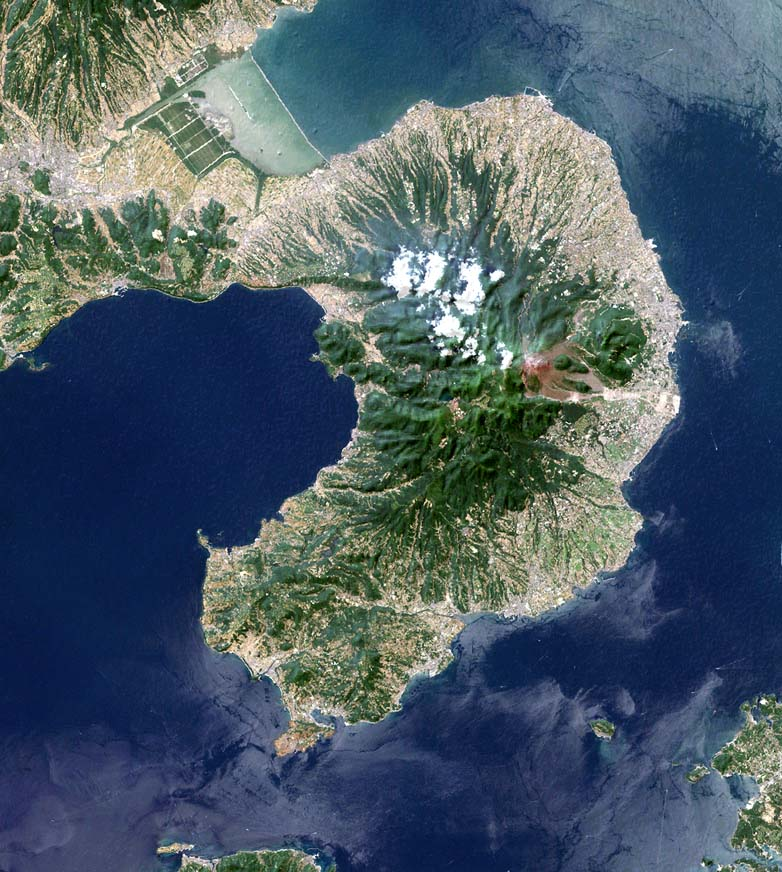
시마바라반도의 위성 사진

시마바라반도(일본어: 島原半島)는 일본 규슈 나가사키현의 나가사키시 남동쪽에 위치한 반도이다. 나가사키현 남쪽의 세 반도(니시소노기반도, 나가사키반도, 시마바라반도) 중 남동쪽으로 튀어나온 것이 시마바라반도이다. 반도의 북동쪽 끝에는 시마바라시가 있다. 또한 이곳은 기독교 신자들이 주동한 농민항쟁인 시마바라의 난(1637~1638)이 일어난 곳이기도 하다. 반도의 일부는 운젠아마쿠사 국립공원으로 지정되어 있다.

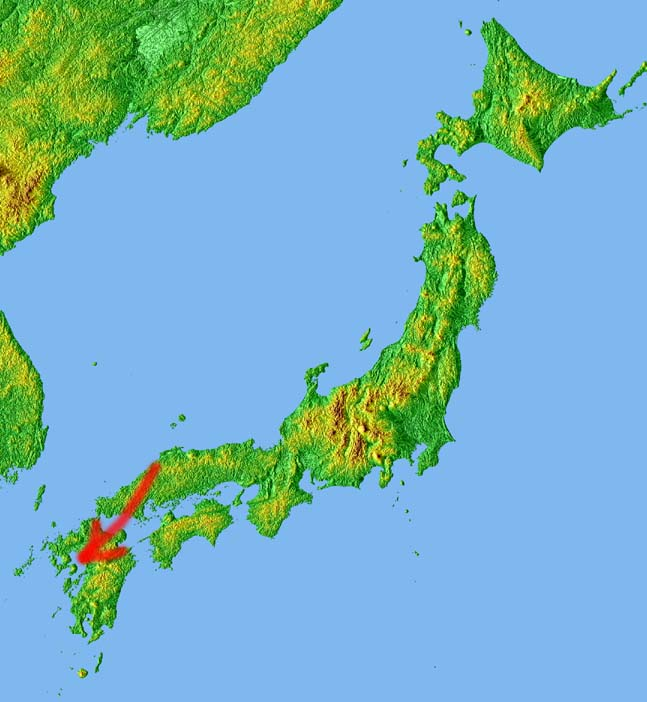
시마바라반도의 위치